# Seleção Gaúcha de Futebol
A Seleção Gaúcha de Futebol é uma seleção de futebol convocada pela Federação Gaúcha de Futebol (FGF). É composta por jogadores que atuam nos clubes de futebol do Rio Grande do Sul.
A seleção não é reconhecida pela FIFA. Seu uniforme era todo branco com três listras na parte frontal da camiseta.

## História

### Seleção principal
Em 1936, a Seleção Gaúcha obteve seu melhor resultado no Campeonato Brasileiro de Seleções Estaduais, sendo vice-campeã. Na decisão, a equipe venceu o primeiro jogo por dois a um sobre a Seleção Paulista, mas perdeu o título ao ser derrotada nos dois jogos seguintes.
Em 1956, representou a Seleção Brasileira no Campeonato Pan-Americano, na Cidade do México (México). Para a disputa, o Brasil enviou os seguintes atletas do selecionado gaúcho: Valdir, Sérgio, Paulinho, Oreco, Figueiró, Florindo, Airton, Ênio Rodrigues, Ortunho, Duarte, Odorico, Sarará, Jerônimo, Ênio Andrade, Milton, Luizinho, Hercílio, Bodinho, Larry, Juarez, Chinesinho e Raul Klein. O treinador era Teté. A Seleção conquistou o Pan-Americano de forma invicta, com quatro vitórias (2x1 no Chile, 1x0 no Peru, 2x1 no México e 7x1 na Costa Rica) e um empate (2x2 com a Argentina).
Em 1966, comandada por Carlos Froner, a Seleção Gaúcha representou a Seleção Brasileira na Taça Bernardo O'Higgins, no Chile. No retorno, realizou um jogo-treino com a Seleção Brasileira no dia 1º de maio, no Estádio do Maracanã, Rio de Janeiro, perdendo por 2 a 0. Neste duelo, a Seleção Gaúcha utilizou um uniforme azul, enquanto o selecionado brasileiro atuou com dois times: um branco e outro grená.
Em 1971, no dia 19 de maio, a Seleção do Rio Grande do Sul empatou em 1 a 1 com a Seleção da Argentina, em partida amistosa realizada no estádio Beira-Rio, em Porto Alegre. A partida era comemorativa ao Dia do Cronista. O árbitro foi o argentino Miguel Comesaña. Bráulio abriu o placar aos 11 minutos do segundo tempo e Fischer empatou aos 23 da etapa final.
Em 17 de junho de 1972, a Seleção Gaúcha enfrentava pela primeira vez a Seleção Brasileira em jogos oficiais. O amistoso foi a forma encontrada para compensar a ausência de jogadores de clubes gaúchos na lista de convocados do selecionado brasileiro que disputaria a Taça Independência. Com 106.554 torcedores, o estádio Beira-Rio registrou o maior público de sua história — quase o dobro da capacidade atual. A partida terminou empatada em 3 a 3. Claudiomiro cruzou para Tovar abrir o marcador. Marco Antônio, cruzou e Jairzinho empatou. Claudiomiro entregou a Carbone chutar de longe, 2 a 1. Paulo Cézar Caju tabelou com Rivellino para empatar o jogo. 2 a 2.  Claudiomiro, que participou de todos os gols dos gaúchos, de cabeça fez 3 a 2 em cruzamento de Valdomiro. Caju para Rivellino. 3 a 3. 
Em 1974, a Seleção do Rio Grande do Sul conquistou a Taça Atlântico-Sul, torneio que reuniu clubes do Brasil (Avaí), Argentina (Newell's Old Boys e Racing) e Uruguai (Nacional e Peñarol). Para este torneio, a FGF formou uma equipe apenas com jogadores do interior do estado, sem a participação da dupla Grenal.

### Categorias de base
Em julho de 2005, a Seleção Gaúcha Sub-17 ficou em segundo lugar na Copa Internacional Cidade de Canoas.
Em 2009, a Seleção Gaúcha Sub-17 venceu a seleção uruguaia de mesma categoria por 3 a 1.
Em 2012, entre os dias 18 e 22 de dezembro, a Seleção Gaúcha Sub-23 disputou o quadrangular internacional “Gobierno de Flores, Capital del Deporte" em Trinidad, no Uruguai, a convite da Asociación Uruguaya de Fútbol (AUF). Além da equipe gaúcha, participaram as seleções sub-20 do Uruguai e do Chile, além do time Sub-23 do Athletico Paranaense. O comando técnico ficou a cargo de Thiago Gomes Pacheco. A Seleção Gaúcha foi vice-campeã do torneio, vencido pelos chilenos.
Em 2017, a Seleção Gaúcha Sub-20 obteve a sua maior conquista: a Copa de Seleções Estaduais da categoria. Na final, superou a Seleção Carioca nos pênaltis por 5 a 4, apos empate em um a um no tempo normal. Caprini fez o gol e Silas converteu a última cobrança, que deu o título à equipe gaúcha.

## Jogos
Legenda:      Vitórias —      Empates —      Derrotas

### Amistosos
| Data                   | Seleção           | Placar | Adversário                    | Local                                             |
| ---------------------- | ----------------- | ------ | ----------------------------- | ------------------------------------------------- |
| 27 de setembro de 1923 | Rio Grande do Sul | 2 – 2  | Santos                        | Estádio da Vila Belmiro, Santos, SP               |
| 9 de agosto de 1925    | Rio Grande do Sul | 0 – 1  | Vasco da Gama                 | Estádio das Laranjeiras, Rio de Janeiro, RJ       |
| 6 de setembro de 1926  | Rio Grande do Sul | 7 – 5  | Cruzeiro de Porto Alegre      | Estádio da Chácara das Camélias, Porto Alegre, RS |
| 12 de setembro de 1926 | Rio Grande do Sul | 6 – 1  | Grêmio                        | Estádio da Chácara das Camélias, Porto Alegre, RS |
| 19 de setembro de 1926 | Rio Grande do Sul | 2 – 0  | Brasil de Pelotas             | Estádio da Chácara das Camélias, Porto Alegre, RS |
| 12 de outubro de 1926  | Rio Grande do Sul | 0 – 6  | Palmeiras                     | Estádio Parque Antarctica, São Paulo, SP          |
| 26 de julho de 1931    | Rio Grande do Sul | 5 – 0  | Olimpia                       | Estádio dos Eucaliptos, Porto Alegre, RS          |
| 18 de agosto de 1931   | Rio Grande do Sul | 1 – 1  | Atlético Mineiro              | Estádio Antônio Carlos, Belo Horizonte, MG        |
| 8 de agosto de 1936    | Rio Grande do Sul | 1 – 7  | Santos                        | Estádio da Vila Belmiro, Santos, SP               |
| 11 de dezembro de 1941 | Rio Grande do Sul | 4 – 5  | Combinado Fluminense/Botafogo | Estádio das Laranjeiras, Rio de Janeiro, RJ       |
| 14 de outubro de 1943  | Rio Grande do Sul | 1 – 3  | Grêmio                        | Estádio da Baixada, Porto Alegre, RS              |
| 24 de outubro de 1943  | Rio Grande do Sul | 1 – 6  | Bagé                          | Estádio dos Eucaliptos, Porto Alegre, RS          |
| 23 de março de 1952    | Rio Grande do Sul | 3 – 1  | Grêmio                        | Estádio dos Eucaliptos, Porto Alegre, RS          |
| 29 de março de 1952    | Rio Grande do Sul | 4 – 1  | Flamengo de Caxias            | Estádio da Baixada Rubra, Caxias do Sul, RS       |
| 18 de maio de 1952     | Rio Grande do Sul | 5 – 1  | Pelotas                       | Estádio dos Eucaliptos, Porto Alegre, RS          |
| 22 de janeiro de 1954  | Rio Grande do Sul | 1 – 2  | Carlos Renaux                 | Estádio dos Eucaliptos, Porto Alegre, RS          |
| 4 de janeiro de 1957   | Rio Grande do Sul | 2 – 3  | Rosário Central               | Estádio Tiradentes, Porto Alegre, RS              |
| 20 de dezembro de 1959 | Rio Grande do Sul | 2 – 2  | Grêmio                        | Estádio Olímpico, Porto Alegre, RS                |
| 18 de novembro de 1962 | Rio Grande do Sul | 0 – 2  | Grêmio                        | Estádio da Baixada Rubra, Caxias do Sul, RS       |
| 25 de junho de 1969    | Rio Grande do Sul | 1 – 1  | Argentina                     | Estádio Beira-Rio, Porto Alegre, RS               |
| 19 de maio de 1971     | Rio Grande do Sul | 1 – 1  | Argentina                     | Estádio Beira-Rio, Porto Alegre, RS               |
| 14 de maio de 1972     | Rio Grande do Sul | 3 – 2  | Uruguai                       | Estádio Beira-Rio, Porto Alegre, RS               |
| 17 de junho de 1972    | Rio Grande do Sul | 3 – 3  | Brasil                        | Estádio Beira-Rio, Porto Alegre, RS               |
| 31 de outubro de 1973  | Rio Grande do Sul | 1 – 0  | Haiti                         | Estádio Sylvio Cator, Porto Príncipe, Haiti       |
| 13 de maio de 1973     | Rio Grande do Sul | 0 – 0  | Uruguai                       | Estádio Waldemar Fetter, Rio Grande, RS           |
| 9 de setembro de 1973  | Rio Grande do Sul | 0 – 5  | Chile                         | Estádio Nacional, Santiago, Chile                 |
| 21 de maio de 1978     | Rio Grande do Sul | 1 – 1  | México                        | Estádio Beira-Rio, Porto Alegre, RS               |
| 25 de maio de 1978     | Rio Grande do Sul | 2 – 2  | Brasil                        | Estádio Beira-Rio, Porto Alegre, RS               |
| 4 de dezembro de 1980  | Rio Grande do Sul | 1 – 2  | Uruguai                       | Estádio Luis Franzini, Montevidéu, Uruguai        |
| 19 de janeiro de 1983  | Rio Grande do Sul | 1 – 4  | Brasil                        | Estádio Beira-Rio, Porto Alegre, RS               |

### Campeonato Brasileiro de Seleções
| Nº | Data                   | Seleção           | Placar | Adversário       | Local                                             |
| -- | ---------------------- | ----------------- | ------ | ---------------- | ------------------------------------------------- |
| 1  | 23 de julho de 1922    | Rio Grande do Sul | 1 – 1  | Paraná           | Estádio da Baixada do Água Verde, Curitiba, PR    |
| 2  | 25 de julho de 1922    | Rio Grande do Sul | 4 – 2  | Paraná           | Estádio da Baixada do Água Verde, Curitiba, PR    |
| 3  | 2 de agosto de 1922    | Rio Grande do Sul | 2 – 4  | São Paulo        | Estádio Chácara da Floresta, São Paulo, SP        |
| 4  | 6 de agosto de 1922    | Rio Grande do Sul | 0 – 2  | Distrito Federal | Estádio de General Severiano, Rio de Janeiro, RJ  |
| 5  | 10 de agosto de 1922   | Rio Grande do Sul | 0 – 1  | Bahia            | Estádio das Laranjeiras, Rio de Janeiro, RJ       |
| 6  | 23 de setembro de 1923 | Rio Grande do Sul | 1 – 4  | São Paulo        | Estádio Parque Antarctica, São Paulo, SP          |
| 7  | 2 de agosto de 1925    | Rio Grande do Sul | 0 – 4  | São Paulo        | Estádio Parque Antarctica, São Paulo, SP          |
| 8  | 3 de outubro de 1926   | Rio Grande do Sul | 5 – 2  | Paraná           | Estádio Parque Antarctica, São Paulo, SP          |
| 9  | 10 de outubro de 1926  | Rio Grande do Sul | 3 – 5  | São Paulo        | Estádio Parque Antarctica, São Paulo, SP          |
| 10 | 16 de outubro de 1927  | Rio Grande do Sul | 10 – 1 | Pernambuco       | Estádio São Januário, Rio de Janeiro, RJ          |
| 11 | 23 de outubro de 1927  | Rio Grande do Sul | 6 – 0  | Pará             | Estádio das Laranjeiras, Rio de Janeiro, RJ       |
| 12 | 6 de novembro de 1927  | Rio Grande do Sul | 2 – 6  | Distrito Federal | Estádio das Laranjeiras, Rio de Janeiro, RJ       |
| 13 | 11 de novembro de 1928 | Rio Grande do Sul | 6 – 4  | Mato Grosso      | Estádio das Laranjeiras, Rio de Janeiro, RJ       |
| 14 | 18 de novembro de 1928 | Rio Grande do Sul | 0 – 2  | Paraná           | Estádio das Laranjeiras, Rio de Janeiro, RJ       |
| 15 | 24 de outubro de 1929  | Rio Grande do Sul | 3 – 3  | Santa Catarina   | Estádio da Chácara das Camélias, Porto Alegre, RS |
| 16 | 26 de outubro de 1929  | Rio Grande do Sul | 7 – 0  | Santa Catarina   | Estádio da Chácara das Camélias, Porto Alegre, RS |
| 17 | 15 de novembro de 1929 | Rio Grande do Sul | 0 – 9  | São Paulo        | Estádio Parque Antarctica, São Paulo, SP          |
| 18 | 9 de agosto de 1931    | Rio Grande do Sul | 0 – 1  | São Paulo        | Estádio Chácara da Floresta, São Paulo, SP        |
| 19 | 17 de março de 1935    | Rio Grande do Sul | 5 – 0  | Minas Gerais     | Estádio de General Severiano, Rio de Janeiro, RJ  |
| 20 | 31 de março de 1935    | Rio Grande do Sul | 1 – 3  | São Paulo        | Estádio Chácara da Floresta, São Paulo, SP        |
| 21 | 7 de junho de 1936     | Rio Grande do Sul | 3 – 3  | Distrito Federal | Estádio da Timbaúva, Porto Alegre, RS             |
| 22 | 14 de junho de 1936    | Rio Grande do Sul | 3 – 2  | Distrito Federal | Estádio dos Eucaliptos, Porto Alegre, RS          |
| 23 | 21 de junho de 1936    | Rio Grande do Sul | 2 – 2  | Distrito Federal | Estádio dos Eucaliptos, Porto Alegre, RS          |
| 24 | 16 de julho de 1936    | Rio Grande do Sul | 2 – 1  | São Paulo        | Estádio da Timbaúva, Porto Alegre, RS             |
| 25 | 26 de julho de 1936    | Rio Grande do Sul | 1 – 3  | São Paulo        | Estádio Parque Antarctica, São Paulo, SP          |
| 26 | 2 de agosto de 1936    | Rio Grande do Sul | 1 – 2  | São Paulo        | Estádio São Januário, Rio de Janeiro, RJ          |
| 27 | 19 de novembro de 1939 | Rio Grande do Sul | 2 – 2  | Paraná           | Estádio da Timbaúva, Porto Alegre, RS             |
| 28 | 22 de novembro de 1939 | Rio Grande do Sul | 4 – 1  | Paraná           | Estádio da Baixada, Porto Alegre, RS              |
| 29 | 3 de dezembro de 1939  | Rio Grande do Sul | 1 – 6  | São Paulo        | Estádio Parque Antarctica, São Paulo, SP          |
| 30 | 22 de dezembro de 1940 | Rio Grande do Sul | 5 – 0  | Paraná           | Estádio da Timbaúva, Porto Alegre, RS             |
| 31 | 29 de dezembro de 1940 | Rio Grande do Sul | 1 – 2  | São Paulo        | Estádio do Pacaembu, São Paulo, SP                |
| 32 | 9 de novembro de 1941  | Rio Grande do Sul | 6 – 4  | Santa Catarina   | Estádio da Montanha, Porto Alegre, RS             |
| 33 | 27 de novembro de 1941 | Rio Grande do Sul | 3 – 2  | Pará             | Estádio do Pacaembu, São Paulo, SP                |
| 34 | 29 de novembro de 1941 | Rio Grande do Sul | 5 – 4  | Minas Gerais     | Estádio do Pacaembu, São Paulo, SP                |
| 35 | 3 de dezembro de 1941  | Rio Grande do Sul | 2 – 7  | São Paulo        | Estádio do Pacaembu, São Paulo, SP                |

### Torneios amistosos
| Data                    | Seleção           | Placar | Adversário        | Local                                       | Competição                |
| ----------------------- | ----------------- | ------ | ----------------- | ------------------------------------------- | ------------------------- |
| 23 de outubro de 1973   | Rio Grande do Sul | 0 – 0  | Deportivo Cali    | Estádio Sylvio Cator, Porto Príncipe, Haiti | Torneio de Porto Príncipe |
| 25 de outubro de 1973   | Rio Grande do Sul | 0 – 1  | Haiti             | Estádio Sylvio Cator, Porto Príncipe, Haiti | Torneio de Porto Príncipe |
| 15 de janeiro de 1974   | Rio Grande do Sul | 0 – 0  | Newell's Old Boys | Estádio Colosso da Lagoa, Erechim, RS       | Taça Atlântico-Sul        |
| 19 de janeiro de 1974   | Rio Grande do Sul | 2 – 1  | Peñarol           | Estádio Paulo Coutinho, Carazinho, RS       | Taça Atlântico-Sul        |
| 22 de janeiro de 1974   | Rio Grande do Sul | 0 – 0  | Nacional          | Estádio Colosso da Lagoa, Erechim, RS       | Taça Atlântico-Sul        |
| 25 de janeiro de 1974   | Rio Grande do Sul | 1 – 0  | Racing            | Estádio Paulo Coutinho, Carazinho, RS       | Taça Atlântico-Sul        |
| 1º de fevereiro de 1974 | Rio Grande do Sul | 1 – 0  | Avaí              | Estádio Paulo Coutinho, Carazinho, RS       | Taça Atlântico-Sul        |

## Títulos

### Torneios amistosos
- Taça Atlântico-Sul: 1974.

### Categorias de base
- Campeonato Brasileiro de Juniores (Sub-20): 1981
- Campeonato Brasileiro Juvenil de Seleções (Sub-17): 2002
- Copa de Seleções Estaduais Sub-20: 2017

## Treinadores
| Treinador               | Período   |
| ----------------------- | --------- |
| Telêmaco Frazão de Lima | 1941      |
| Selviro Rodrigues       | 1954      |
| Teté                    | 1954-1957 |
| Ruarinho                | 1959      |
| Galego                  | 1962      |
| Carlos Froner           | 1966      |
| Mendes Ribeiro          | 1971      |
| Aparício Viana e Silva  | 1972      |
| Aparício Viana e Silva  | 1978      |
| Milton Kuelle           | 1980      |
| Ênio Andrade            | 1983      |
| Paulo Sérgio Poletto    | 1987      |